# Bełk (Czerwionka-Leszczyny)
Bełk (deutsch Belk) ist ein Dorf der Stadt-und-Land-Gemeinde Czerwionka-Leszczyny in der Woiwodschaft Schlesien in Polen.

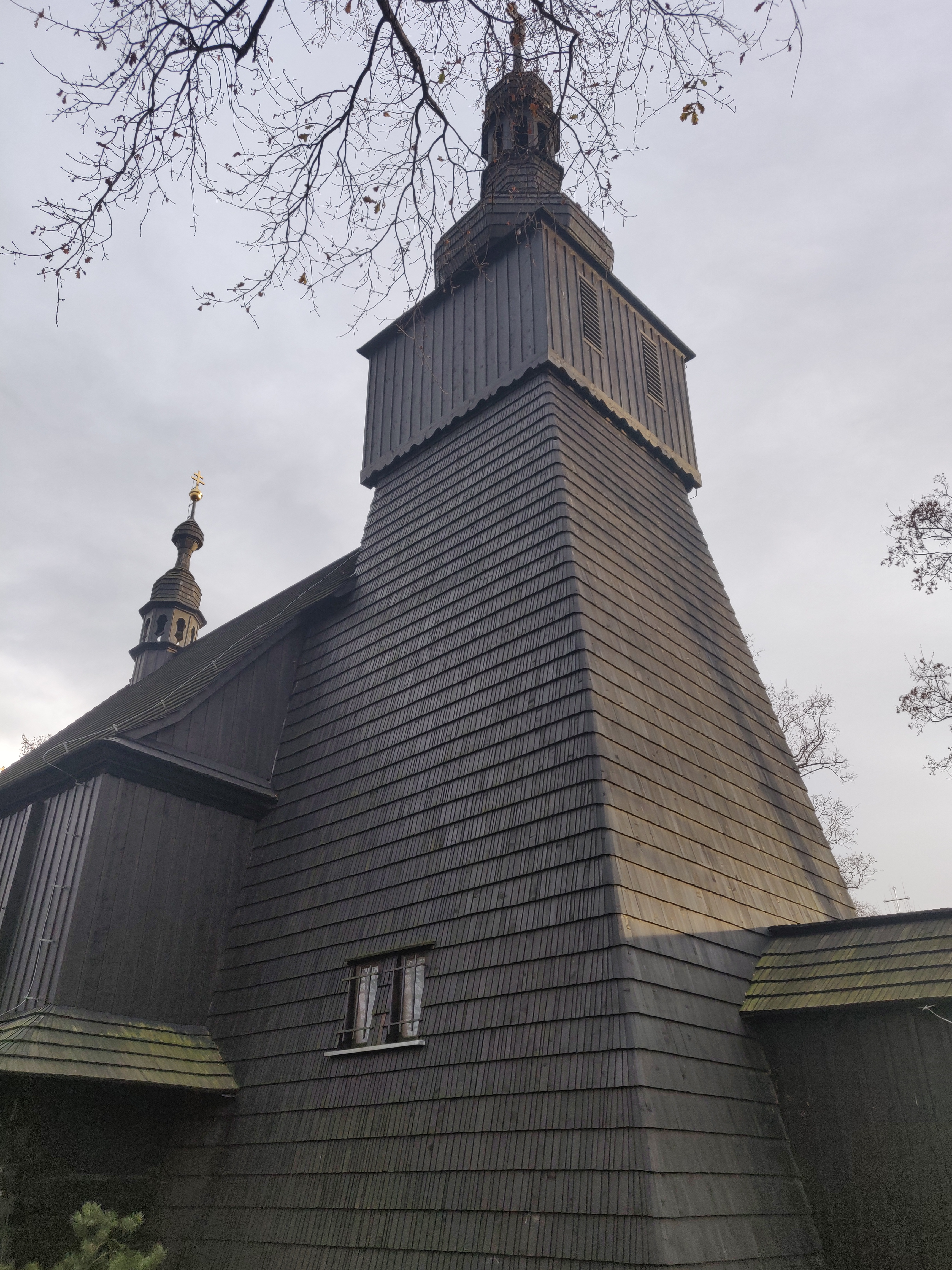
Sankt Maria Magdalena

## Sehenswürdigkeiten
- Die katholische Pfarrkirche St. Maria Magdalena (Kościół św. Marii Magdaleny) ist eine Schrotholzkirche, die im Jahr 1753 erbaut wurde, ihr Turm hat einen Doppelzwiebelhelm. Im Inneren befindet sich ein aus dem Jahre 1670 stammender frühbarocker Hauptaltar. die dazu gehörenden spätgotischen Schnitzfiguren der Heiligen Barbara und Katharina entstanden etwa um 1500.[1]